# Patricia Clarkson
Patricia Davies Clarkson, född 29 december 1959 i New Orleans i Louisiana, är en amerikansk skådespelare. Hon har två gånger (2002 och 2006) tilldelats en Primetime Emmy Award för bästa kvinnliga gästroll i en dramaserie, för sin roll som Sarah O'Connor i TV-serien Six Feet Under (2001–2005). Vid Oscarsgalan 2004 nominerades hon till en Oscar för bästa kvinnliga biroll, för sin prestation i Pieces of April (2003).

## Filmografi i urval
- 1987 – De omutbara
- 1988 – Dödsspelet
- 1988 – För kärleks skull
- 1988 – Rocket Gibraltar
- 1990 – Crazy Radio Days
- 1992 – De fem krigshjältarna
- 1992 – Four Eyes and Six-Guns
- 1995 – Jumanji
- 1995–1996 – Murder One (TV-serie) (23 avsnitt)
- 1998 – Sex lektioner i kärlek
- 1998 – High Art
- 1999 – Den gröna milen
- 1999 – Simply Irresistible
- 2000 – Joe Goulds hemlighet
- 2001 – Löftet
- 2001 – Suburbia
- 2001 – Wendigo
- 2002 – Far from Heaven
- 2002 – Welcome to Collinwood
- 2002 – Carrie (TV-film)
- 2002–2005 – Six Feet Under (TV-serie) (sju avsnitt)
- 2003 – Dogville
- 2003 – Station Agent
- 2003 – Pieces of April
- 2003 – All the Real Girls
- 2004 – Miracle
- 2005 – Good Night, and Good Luck.
- 2005 – The Dying Gaul
- 2006 – Alla kungens män
- 2006 – The Woods
- 2007 – Lars and the Real Girl
- 2007 – Kärlek på menyn
- 2007 – Marriage
- 2008 – Vicky Cristina Barcelona
- 2008 – Elegy - Skönhetens makt
- 2008 – Phoebe in Wonderland
- 2009 – Whatever Works
- 2009 – Cairo Time
- 2010 – Shutter Island
- 2010 – Easy A
- 2010 – Legendary
- 2010 – Main Street
- 2011 – Friends with Benefits
- 2011 – En dag
- 2013 – The East
- 2014 – The Maze Runner
- 2014 – Annie
- 2014 – Learning to Drive
- 2014 – October Gale
- 2015 – Maze Runner: The Scorch Trials
- 2017 – The Party
- 2017–2018 – House of Cards (TV-serie) (åtta avsnitt)
- 2018 – Maze Runner: The Death Cure